# Henk ’t Jong
Henk 't Jong (Sliedrecht, 13 juni 1948) is een Nederlands tekenaar, illustrator, historicus (mediëvist) en  heraldicus. Hij studeerde in 1968 cum laude af aan de Academie van Beeldende Kunsten Rotterdam te Rotterdam in de richting publiciteitsvormgeving en grafisch ontwerpen. In 2009 studeerde 't Jong aan de universiteit van Leiden af als MA middeleeuwse geschiedenis.

## Tekenaar
De eerste gepubliceerde illustraties van zijn hand verschenen in Hitweek (1969) en een strip in Aloha van datzelfde jaar. Na werk als freelance grafisch ontwerper en illustrator, werkte hij als striptekenaar voor het stripblad Pep met de strip Titus (1971-1974). Vervolgens publiceerde 't Jong in het stripblad Sjors (1974-1975) de strip Rhodekijn en Zijderick. Nadat Pep en Sjors fuseerden tot het stripblad Eppo tekende hij voor dit blad zes avonturen van de klare lijn-strip Willem Peper. Van de eerste vier verhalen zijn door uitgeverij Oberon ook albums uitgegeven. Hierna verliet ‘t Jong de stripwereld. 
Van 1980-1992 was 't Jong werkzaam als heraldisch tekenaar en heeft hij diverse Nederlandse gemeente- en familiewapens ontworpen. In 1980 richtte hij daarvoor speciaal het Heraldisch atelier De Raaf op. Daarnaast was hij educatief ambtenaar bij het gemeentearchief van Dordrecht (1981-1992).

## Historicus
Henk 't Jong richtte in 1991 het middeleeuws genootschap Die Landen van Herwaerts Over op. Deze vereniging gewijd aan het bestuderen en tonen van middeleeuwse levende geschiedenis ging samenwerken met het in oprichting zijnde archeologisch themapark Archeon. Dit leidde in 1993 tot indiensttreding bij het park als coördinator middeleeuwen. 
In 1996 richtte 't Jong het historisch adviesbureau tScapreel op. Van 2008 tot 2013 was hij in dienst bij het Centraal Bureau voor Genealogie in Den Haag als heraldicus-historicus. Samen met Guus van Breugel beheerde hij daar het wapenregister en de heraldische verzamelingen. In 2010 blies hij zijn heraldisch atelier De Raaf weer nieuw leven in en nam hij zijn activiteiten als heraldisch tekenaar weer op. Zowel tScapreel als De Raaf bleven na zijn pensionering voortbestaan. Omdat 't Jong in 1975 zijn eerste heraldische opdrachten op professionele basis kreeg, bestaat De Raaf in 2025 dus 50 jaar. 
Tussen 1975 en 2025 ontwierp Henk 't Jong meer dan 600 nieuwe Nederlandse (en enkele Belgische) familiewapens. Dat is een absoluut record in de wereld van de heraldiek. Voor hem heeft nooit iemand zoveel familiewa[pns ontworpen.
In 2019 werd Henk 't Jong tot lid in de Orde van Oranje-Nassau bevorderd, wegens zijn verdiensten voor het verspreiden van de historische kennis over de (Nederlandse) middeleeuwen.

## Auteur
In oktober 2018 bracht Henk 't Jong bij uitgeverij Omniboek zijn eerste historische boek De dageraad van Holland, De geschiedenis van het graafschap 1100-1300 uit. 
Aan de hand van de levens van de negen graven gedurende deze periode beschrijft hij de geschiedenis van Holland en Zeeland en hun interne en externe politiek. Vanuit de bronnen en de literatuur is opnieuw naar de grafelijke familie en hun onderdanen gekeken en zijn veel nieuwe vondsten gedaan. In het boek wordt verwezen naar de recentste literatuur en de middeleeuwse bronnen. De illustraties zijn uit de tijd zelf in plaats van uit later eeuwen, toen men niet meer wist hoe middeleeuwers eruitzagen. 
Bij dezelfde uitgever kwam in 2020 het boek De oudste stad van Holland. Opkomst en verval van Dordrecht 1000-1421 uit. Het werk bevat een beknopte geschiedenis van middeleeuws Dordrecht geschreven voor de geïnteresseerde leek en gebaseerd op de meest recente historische studies en archeologische vondsten zoals die in publicaties van de Dordtse archeologen worden genoemd. Aan de hand daarvan zijn nieuwe plattegronden van de toenmalige stad gereconstrueerd. 
In 2021 volgde, weer bij Omniboek, zijn derde boek over een middeleeuws onderwerp: De tombe van Floris V. Het tragische einde van de graaf van Holland. Het is een nieuwe biografie van graaf Floris V die ook aandacht besteedt aan wat er na zijn dood met zijn lichaam gebeurde en hoe hij in later eeuwen werd herdacht. Ook hier worden de feiten van de ontstane fictie ontdaan.
In 2022 kwam de opvolger van De dageraad van Holland uit: Hoogtij van Holland. Het graafschap in de veertiende eeuw bij Omniboek uit. Hierin wordt aan de hand van de levens van de Henegouwse en Beierse graven en hertogen die Holland en Zeeland na het uitsterven van het Hollandse Huis bestuurden beschreven wat er in het graafschap plaatsvond. Onder andere de pest en de Hoekse en Kabeljauwse Twisten komen hierbij aan bod.
In het jaar 2024 bracht 't Jong in eigen beheer een boek uit over de oorlogsbelevenissen van zijn vader aan de hand van bewaard gebleven brieven die deze aan zijn vrouw stuurde: Pa's oorlog.Belevenissen van Cees 't Jong (1920-1988) mitrailleurschutter en dwangarbeider 1940-1945. Het is tegelijk een liefdesgeschiedenis onder druk, die tot aan de dood van zijn ouders voortduurde.
Gedurende 2023-2025 publiceerde Henk 't Jong in de website Krisisinkrispijn een serie van 103 blogs over de geschiedenis van de buurt Nieuw-Krispijn-Oost rond de Dubbeldamseweg Zuid. Dit was de eerste nieuwbouwbuurt van Dordrecht ten zuiden van de spoorlijn, waarin vóór 1900 al arbeidershuizen werden gebouwd. De vanaf 1906 begonnen uitbreiding van deze buurt laat een uniek ensemble van apart vormgegeven huizenrijen zien zoals ze verder in Nederland niet voorkomen. 2/3 van die huizen is van de hand van een eenvoudige, maar sociaal bewogen timmerman-aannemer, Gerrit van Hoek, die hiermee een uniek stuk architectuur neerzette. Helaas wordt deze buurt bedreigd door verwaarlozing en achterstallig en/of ondeskundig onderhoud.